# Bisaltes buquetii
Bisaltes buquetii är en skalbaggsart som beskrevs av Thomson 1868. Bisaltes buquetii ingår i släktet Bisaltes och familjen långhorningar.
Artens utbredningsområde är Panama. Inga underarter finns listade.